# Província de Suruga

Mapa das províncias japonesas (1868) com a província de Suruga em destaque

Suruga (駿河国, Suruga no kuni) foi uma antiga província do Japão na área equivalente ao centro da atual prefeitura de Shizuoka. Suruga fazia fronteira com as províncias de Izu, Kai, Sagami, Shinano e Tōtōmi; e tinha acesso ao Oceano Pacífico pela Baía de Suruga.

## História
Suruga era uma das províncias originalmente estabelecidas no Período Nara pelo Código Taihō. A capital da província se localizava onde hoje é Numazu, que também tinha seu templo provincial (Sōsha) Kokubun-ji e o Ichinomiya (Mishima Taisha) da província. No sistema de classificação do Engishiki Suruga era considerada um "país maior" (上国) e governada por um Kuni no miyatsuko.
Na reforma administrativa de 680, dois distritos (Tagata e Kamo) foram separados de Suruga e passaram a formar a Província de Izu, com isso a capital provincial foi realocada para o lado direito do Rio Abe na atual cidade de Shizuoka.
Registros de Suruga do Período Heian são esparsos, mas, durante o Período Kamakura, Suruga esteve sob controle direto do clã Hōjō, e com o advento do Xogunato Kamakura, houve aumento do fluxo da estrada Tōkaidō conectando Kamakura e Quioto. A província foi controlada pelo clã Imagawa por boa parte do Período Sengoku, e os Imagawa esforçaram-se em introduzir os costumes e rituais da aristocracia kuge na capital. Depois que Imagawa Yoshimoto foi derrotado por Oda Nobunaga na Batalha de Okehazama, a província foi tomada por Takeda Shingen de Kai, e depois por Tokugawa Ieyasu de Mikawa e Tōtōmi.
Toyotomi Hideyoshi obrigou os Tokugawa a trocar seus domínios por províncias da Região de Kantō, e concedeu o Castelo de Sunpu a um de seus vassalos, Nakamura Kazuichi. No entanto, após a derrota dos Toyotomi na Batalha de Sekigahara, Tokugawa Ieyasu recuperou seus domínios e fez do Castelo de Sunpu seu lar depois de se aposentar formalmente do posto de Shōgun.
Durante o Período Edo, Suruga prosperou devido à sua localização em Tōkaidō, e várias cidades se desenvolveram. O Xogunato Tokugawa proibiu a construção de pontes nos maiores rios da província de Suruga (como o Rio Ōi) por razões defensivas, o que levou ao desenvolvimento das cidades próximas a esses rios.
No final do xogunato Tokugawa, a província de Suruga foi dividida em vários Domínios:
| Domínio           | Daimyo                | Produtividade (koku) | Tipo  |
| ----------------- | --------------------- | -------------------- | ----- |
| Domínio de Numazu | Mizuno                | 50,000               | fudai |
| Domínio de Tanaka | Honda                 | 40,000               | fudai |
| Domínio de Ojima  | Matsudaira (Takiwaki) | 10,000               | fudai |

Durante esse período, o grande centro urbano de Sunpu continuou como um território do tenryō, administrado diretamente pelo Shōgun por meio dos Sunpu jōdai.
Após a Restauração Meiji de 1868, o último Shōgun Tokugawa, Tokugawa Yoshinobu, retornou a Suruga para governar o breve Domínio de Shizuoka até a abolição do sistema han em 1871. Suruga foi subsequentemente unida às províncias de Tōtōmi e Izu (menos as Ilhas Izu) para formar a atual prefeitura de Shizuoka.